# Бруклін (Коннектикут)
Бруклін (англ. Brooklyn) — місто (англ. town) в США, в окрузі Віндем штату Коннектикут. Населення — 8450 осіб (2020).

## Демографія
Згідно з переписом 2010 року, у місті мешкало 8210 осіб у 2989 домогосподарствах у складі 2096 родин. Було 3235 помешкань
Расовий склад населення:
| - 92,6 % — білих - 2,9 % — чорних або афроамериканців - 1,1 % — азіатів - 0,3 % — корінних американців - 1,8 % — осіб інших рас |

До двох чи більше рас належало 1,2 %. Частка іспаномовних становила 4,0 % від усіх жителів.
За віковим діапазоном населення розподілялося таким чином: 21,8 % — особи молодші 18 років, 63,8 % — особи у віці 18—64 років, 14,4 % — особи у віці 65 років та старші. Медіана віку мешканця становила 40,9 року. На 100 осіб жіночої статі у місті припадало 104,7 чоловіків;  на 100 жінок у віці від 18 років та старших — 106,3 чоловіків також старших 18 років.
Середній дохід на одне домашнє господарство  становив 81 345 доларів США (медіана — 75 000), а середній дохід на одну сім'ю — 95 930 доларів (медіана — 86 250). Медіана доходів становила 62 900 доларів для чоловіків та 54 524 долари для жінок. За межею бідності перебувало 9,3 % осіб, у тому числі 11,5 % дітей у віці до 18 років та 9,8 % осіб у віці 65 років та старших.
Цивільне працевлаштоване населення становило 3630 осіб. Основні галузі зайнятості: освіта, охорона здоров'я та соціальна допомога — 33,0 %, виробництво — 13,3 %, роздрібна торгівля — 11,8 %, науковці, спеціалісти, менеджери — 11,3 %.